# Новосёлова, Людмила Александровна
Людмила Александровна Новосёлова (род. 6 марта 1961 года, Москва) — советский и российский юрист, правовед, председатель Суда по интеллектуальным правам (2012—2024), судья Высшего арбитражного суда РФ (1992—2012), доктор юридических наук, профессор. Является автором более 300 научных публикаций.

## Биография
После окончания школы работала в Академии МВД СССР.
В 1984 году после окончания юридического факультета Московского государственного университета работала в Госарбитраже СССР консультантом, старшим консультантом, заместителем начальника отдела.
С 1989 года преподавала на кафедре гражданского права юридического факультета МГУ, а с 1997 года на кафедре правового регулирования рыночной экономики Российской академии государственной службы при Президенте РФ.
В 1991 году в МГУ защитила кандидатскую диссертацию на тему «Гражданскоправовые средства обеспечения дисциплины расчетов в хозяйственной деятельности».
Постановлением Верховного Совета России от 2 апреля 1992 года № 2643-I назначена судьей Высшего арбитражного суда Российской Федерации.
В 1997 году в МГУ защитила докторскую диссертацию на тему «Проблемы гражданско-правового регулирования расчетных отношений».
В 2012 году была кандидатом в судьи Европейского суда по правам человека от России, но взяла самоотвод по семейным обстоятельствам.
Указом Президента РФ от 1 декабря 2012 года назначена на шестилетний срок председателем Суда по интеллектуальным правам.
С 25 февраля 2013 года является заведующей кафедрой интеллектуальных прав Московского государственного юридического университета.

## Награды
- Медаль ордена «За заслуги перед Отечеством» II степени (18 мая 2021) — за заслуги в укреплении законности, защите прав и интересов граждан, многолетнюю добросовестную работу.
- Заслуженный юрист Российской Федерации